# Mierlă indiană
Mierla indiană este o cunoscută „pasăre vorbitoare” din genul Gracula, care include două specii de păsări paseriforme din familia Sturnidae, adică sunt înrudite de aproape cu graurii. Aceste păsări negre au facultatea de a imita vocea umană, la fel ca la papagalii.

## Descriere
Penajul este de obicei negru lucios; aceste păsări măsoară, de obicei, douăzeci de centimetri. 
Ele pot trăi între 15 și 30 de ani. Ciocul lor este galben.
Mierlele indiene sunt considerate ca fiind printre cele mai bune "păsări vorbitoare" datorită excepționalei lor capacități de a reproduce sunete.

## Creșterea în captivitate
Dacă sunt crescute în captivitate, este necesar să fie puse într-o cușcă mare. Dieta lor poate consta dintr-o hrană specială pentru mierle indiene și granule. Le plac, de asemenea, fructele (pere, mere, smochine etc.)
Este necesar să li se taie în mod regulat unghiile și să li se amenajeze vase în care să înoate în fiecare zi. Această pasăre adoră soarele și se teme de frig și de curenții de aer.
Mierla indiană imită, de multe ori mai bine decât papagalii, diverse sunete și chiar vocea umană (dacă a auzit-o de când era pui). Este necesar ca doritorii să se gândească bine înainte de a lua o mierlă indiană la domiciliu, deoarece acest animal este foarte murdar. Când mănâncă, scutură din cap și aruncă mâncarea de jur împrejurul cuștii. Cușca trebuie să fie curățată aproape în fiecare zi, pentru că produce excremente lichide din abundență.

## Sistematică

Diversitatea de facies.

În conformitate cu clasificarea de referință (versiunea 5.2, 2015) a Congresului International Ornitologic  (ordin filogenetic):
- Gracula ptilogenys Blyth, 1846 – Mierla de  Ceylon
- Gracula religiosa Linnaeus, 1758 – Mierla religioasă
  - subspecia Gracula religiosa peninsularis Whistler & Kinnear, 1933
  - subspecia Gracula religiosa intermedia Fân, 1845
  - subspecia Gracula religiosa andamanensis (Beavan, 1867)
  - subspeciia Gracula religiosa religiosa Linnaeus, 1758
  - subspecia Gracula religiosa batuensis Licențe, 1899
  - subspecia Gracula religiosa palawanensis (Sharpe, 1890)
  - subspecia Gracula religiosa venerata Bonaparte, 1850
- Gracula indica (Cuvier, 1829) – Mierla indiană
- Gracula robusta Salvadori, 1887 – Mierla de Nias
- Gracula enganensis Salvadori, 1892 – Mierla de Enggano

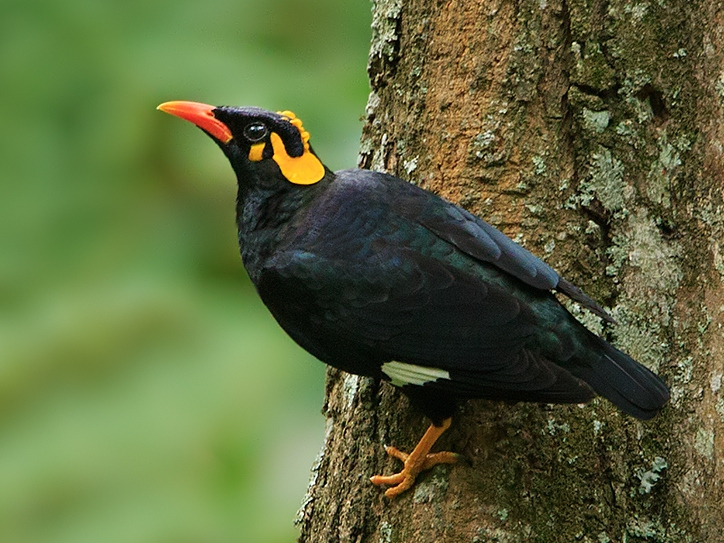
Gracula indica
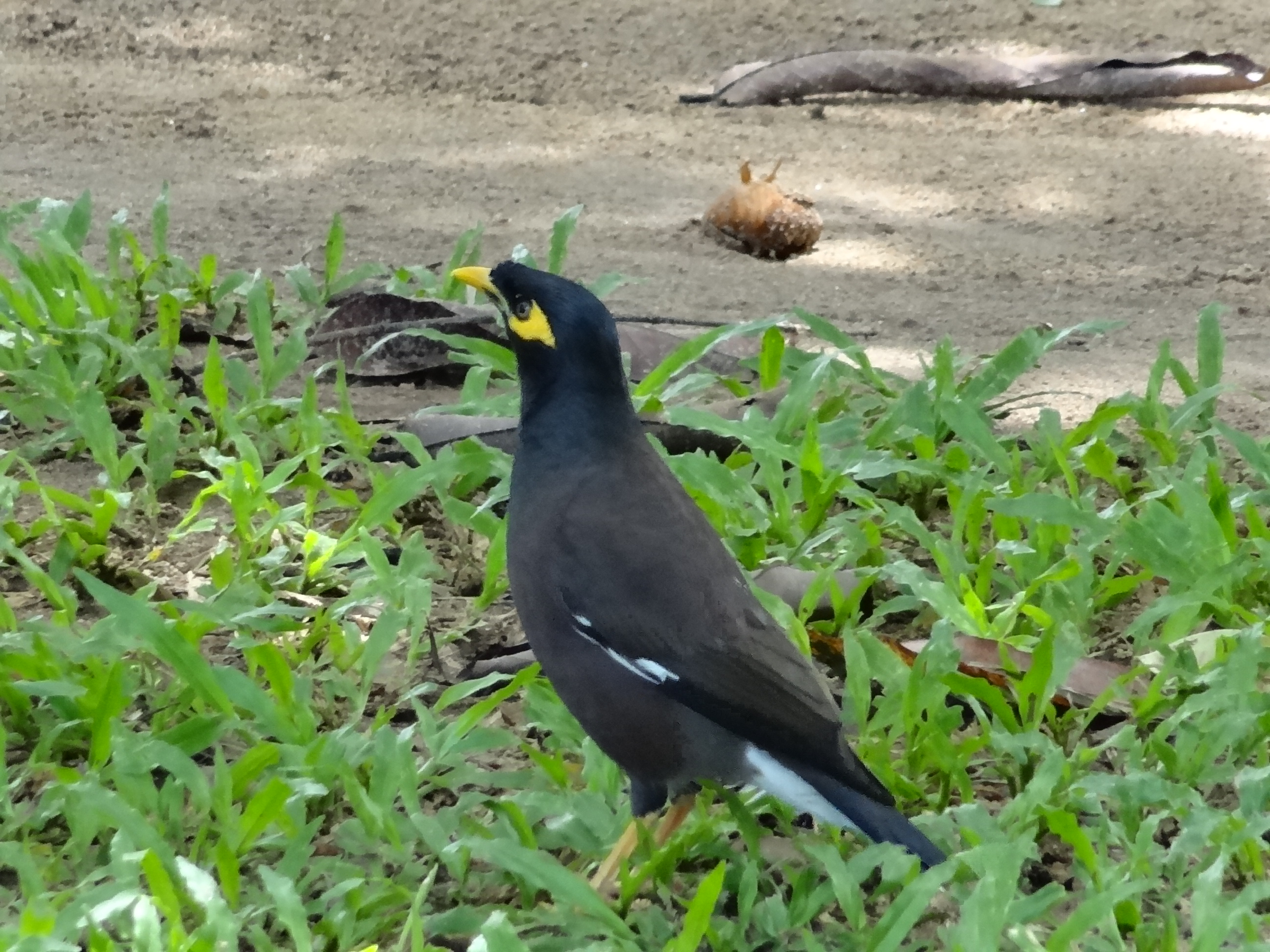
Gracula ptilogenys
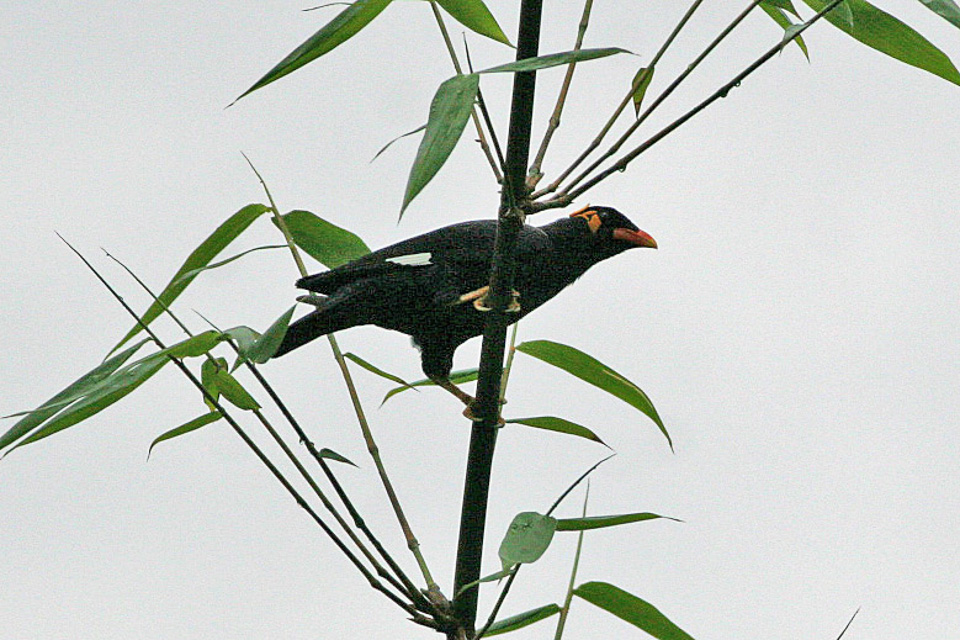
Gracula religiosa
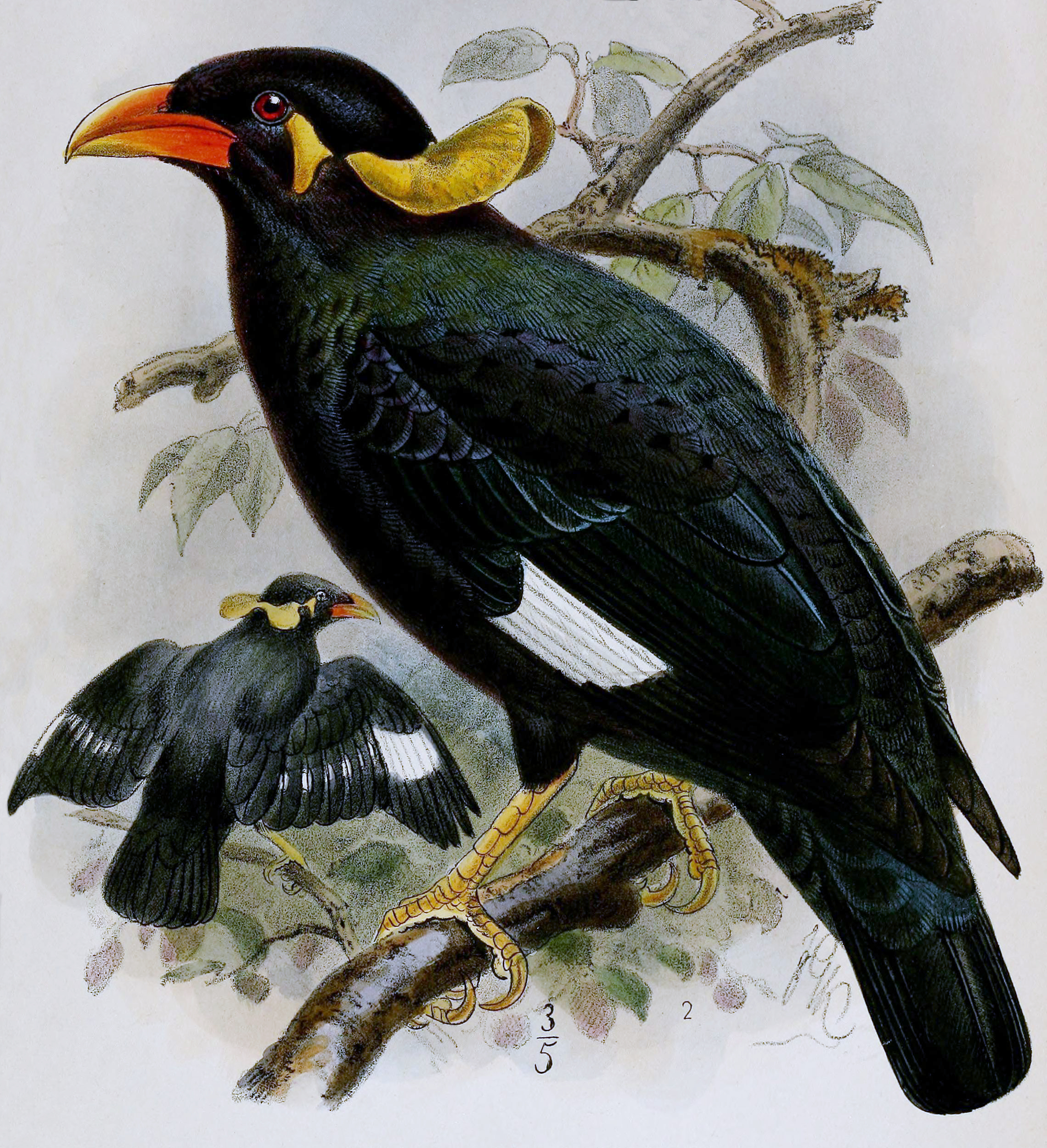
Gracula robusta

## Răspândire

Răspândirea speciilor.

Păsările din genul Gracula sunt din Asia de Sud-Est.